# برایان اورتگا
برایان اورتگا (انگلیسی: Brian Ortega؛ زادهٔ ۲۱ فوریهٔ ۱۹۹۱) ورزشکار هنرهای رزمی ترکیبی اهل ایالات متحده آمریکا است. وی از سال ۲۰۱۰ میلادی تاکنون مشغول فعالیت بوده‌است.
اورتگا یک رزمی‌کار ترکیبی حرفه‌ای آمریکایی است که در حال حاضر در بخش پر وزن سازمان یواف‌سی رقابت می‌کند. اورتگا که از سال ۲۰۱۰ به عنوان یک مبارز حرفه‌ای فعالیت می‌کند، در RFA نیز به رقابت پرداخته و در آنجا قهرمان پر وزن شده است. در ۱۵ ژوئیه ۲۰۲۵، او در رتبه چهارم رده‌بندی پر وزن یواف‌سی قرار دارد.